# Mane Bhanjyang
Mane Bhanjyang (nep. मानेभञ्ज्याङ) – gaun wikas samiti we wschodniej części Nepalu w strefie Kośi w dystrykcie Bhojpur. Według nepalskiego spisu powszechnego z 2001 roku liczył on 561 gospodarstw domowych i 3116 mieszkańców (1553 kobiet i 1563 mężczyzn).